# Time (宇多田ヒカルの曲)
「Time」（タイム）は、宇多田ヒカルの楽曲である。2020年5月8日にエピックレコードジャパンより配信限定でリリースされた。楽曲は、日本テレビ系日曜ドラマ『美食探偵 明智五郎』の主題歌として書き下ろされた。また、小袋成彬が共同プロデューサーとしてクレジットされている。

## 背景
2020年4月6日午前5時、宇多田ヒカルが日本テレビ系日曜ドラマ『美食探偵 明智五郎』の主題歌に、新曲「Time」を書き下ろしたことが明らかになった。同曲は、ドラマの4月12日の第1回放送の劇中で、その内容が初披露される形となった。また、日本テレビのドラマ主題歌を手掛けるのは自身としては今回が初めて。また、放送終了直後には、楽曲の一部を1コーラス分試聴することができる「Official Audio (Short Version）」がYoutubeにて公開された。
本楽曲は、シングルとしては、2019年の「Face My Fears」より約1年3ヶ月振りとなり、配信限定シングルとしては、2018年の「初恋」以来約2年ぶりとなる。また、元号が2019年5月1日より、平成から令和に変わったため、自身としては本作が令和になってから初の新曲となった。なお、サプライズリリースの「Too Proud featuring XZT, Suboi, EK (L1 Remix)」や「Face My Fears」を除き、以前まで宇多田は新曲をリリースと同時にストリーミングで解禁してこなかったが、本楽曲はリリース時に各種サブスクリプション・サービスでも同時配信された。

## 制作と録音
宇多田は、本作は主題歌の依頼を受け、東村アキコの原作を読んで世界観を理解した上でその制作に取り組んだ。楽曲の仮タイトルは、宇多田の友人が服用している抗がん剤の名称であったという。
本楽曲には、宇多田と同じくロンドン在住のミュージシャン・小袋成彬が共同プロデュースとして参加している。互いのデモ音源を聴かせ合う中で、宇多田が作った「Time」のデモトラックを小袋が気に入り、参加することになったと宇多田のインスタライブで明かされた。制作の過程で互いの世界観を調整しながら、4か月以上かけて完成させたという。なお、宇多田が最初に「Time」のデモテープを聴かせたのはKOHHであった。本楽曲では、『Fantome』から宇多田の作品に参加しているベーシストのジョディ・ミリナー (Jodi Milliner)がシンセサイザーを演奏している。ミキシングは、復帰後の宇多田の全作品に関わっているスティーヴ・フィッツモーリス (Steve Fitzmaurice) が手掛けた。また、ボーカル・レコーディングは、同じく『Fantome』から参加している小森雅仁が、東京の文化村スタジオにて担当した。

## 音楽性
本楽曲は、極めてシンプルなアレンジと変則的なビートが特徴のR&Bナンバーである。エレピのコードワークと808風のマシンビートの音色が楽曲のアレンジをリードしており、また16分音符ひとつぶん後ろにずらされているスネアが、ビート全体にタメを生み出している。終盤に入るとビートレスなパートが登場し、その後変則的だったスネアがバックビートに素直に収まるようになるが、最後までスネアの位置は定まらずに楽曲は終わっている。またハイハットやシェイカーを点で配置するなど、パーカッションの特徴的な用い方も指摘されている。

### 歌詞
リアルサウンドの白原ケンイチは、本楽曲の「固い友情で結ばれ、打ちひしがれるときには互いに助け合う二人。だが内の一人は、もう一人への届かぬ（届けぬ）恋を胸に秘めている」という歌詞の内容について、主題歌に使われているドラマ『美食探偵 明智五郎』における、明智五郎とマグダラのマリアの不穏な関係性とも少なからずリンクする」と指摘し、その一方で、「大枠としては誰もが経験し得る恋愛の切なさを、平易な言葉を使用してごく普遍的に描き出している」と指摘している。

## プロモーション
楽曲の配信開始に先駆けて、ジャケット写真が印刷されたオリジナルTシャツが抽選でもらえるキャンペーンが、主題歌となったドラマの第2話終了後にスタートした。また、5月8日のリリースと同時に、「Time」の歌詞全編や、宇多田本人による英語詞を見ることができる歌詞サイトが公開された。なお、同サイトは、「CSS DESIGN AWARDS」で「HOME PAGE OF THE DAY」を受賞した。

## 批評
- ロッキング・オンの高橋智樹は、本楽曲の空気感について「『Fantôme』『初恋』の生音重視のスピリチュアルなサウンドメイキングとも、エレクトロのカオスに《ねえ　どれくらい／ねえ　笑えばいい》と内面的な高ぶりを焼き付けた「Face My Fears」とも明らかに異なる」と述べている[2]。
- 批評家/ライターのimdkmは、2016年に音楽活動を再開してからの宇多田について、「コンポーズされたリズムと、そこからさらりと逸脱してしまう身体性が、他のミュージシャンとのコラボレーションを通じて先鋭化されていたように思う」と指摘した上で、「この宇多田のリズム感覚の鋭敏さ（と、その音源への反映）の結晶」だったアルバム『初恋』で聴かせた宇多田の最近の極まったモードが相変わらず（もちろん変化しながら）継続していると述べた[12]。

## チャート成績
本作は、初週の3日間の集計期間で3.2万ダウンロードを突破、オリコンが公表する『オリコン週間デジタル・シングル・ランキング』で、初登場1位を獲得。同ランキングにて1位を獲得したのは、自身としては本作で4作目となり、2018年の「初恋」が女性アーティストとしては初となるデジタル・シングルが2週連続1位を記録して以来約2年ぶり。この記録によってデジタル・シングルでの女性アーティスト歴代1位の「通算1位獲得数」記録を自己更新する形となった。2週目は、ダウンロードで3位に順位を落とすが、ラジオエアプレイ指標で首位を獲得し、総合では8位を維持。またストリーミングでも最高位18位を記録した。結果的には、7週連続でダウンロードランキングTOP20入りを果たした。楽曲は、日本レコード協会の2020年7月度ダウンロード認定にて、ゴールド認定を受けたほか、Billboard Japan Download Songsの2020年度年間チャートでは44位をマークした。

### 認定と売上
|                                | 認定 (RIAJ) | 売上/再生回数 |
| ------------------------------ | ----------- | ------------- |
| ダウンロード                   | ゴールド    | 105,000 DL    |
| ストリーミング                 | 未公表      | -             |
| *認定のみに基づく売上/再生回数 |             |               |

## ミュージックビデオ
本作のミュージックビデオはリリースから約2か月半後の7月28日にYoutubeにて公開された。ミュージックビデオでは、本来の楽曲の2番にあたる部分やアウトロの一部などが省かれているため1分20秒程度短くなっている。新型コロナウイルスの流行でロックダウン中のロンドンの宇多田の自宅にて全撮影が行われた。監督は、Mac Millerの『Good News』や『Everybody』などのミュージックビデオも手掛けるAnthony Gaddis & Eric Tilfordが担当している。撮影はロンドン、制作はロサンゼルス、レーベルは日本と3つの国を股にかけたリモートワークで進行した。
監督を務めた2人は、同ビデオの制作について、「Timeのミュージックビデオ制作は世界的な混乱という厳しいタイミングの中で始まりましたが、私たちはそれを出来る限りポジティブなものにしたいと話し合いました。」とコメントした。ビデオのコンセプトは、「現実の世界」と「幻想的な世界」の融合で、歌詞の深い部分に潜む意味を反映したものになっている。また、親密さのあるアーティストの「部屋での姿」や「作品を作り上げる姿」、「時間の流れの中にある孤独な姿」を、「逃避的ともいえるファンタジー」とともに並置したと2人は語る。そして最後に、「この映像は、どのように音楽とクリエイティビティーがその人を全く別次元の時間や空間に連れて行くかということを描いたビジュアル表現です」とコメントした。

## クレジット
『Time』
- 宇多田ヒカル：All Vocals・Keyboard・Programming
- 小袋成彬：Keyboard・Programming
- Steve Fiztmaurice：Mixing
- 小森雅仁：Vocal Recording
- Jodi Milliner：Moog Bass & Juno Pad
- Daren Heelis：Additional Recording・Additonal Drum Programming

『Time』MUSIC VIDEO
- Directed by Anthony Gaddis & Eric Tilford DOP & Stills: Rina Yang Focus puller: Kate Molins
- Gaffer: Elliot Beach
- Animator: Jonathan Lutjens
- Producer: Dan Glasband, Yuma Okubo
- Associate Producer: Tomo Kawaguchi
- Production Company: language.la
- Thanks: Morgan Clement @Object & Animal, Yas Osawa, Tamara Ishida　 Anthony Gaddis 　Eric Tilford